# Strade Bianche 2025
La Strade Bianche 2025, diciottesima edizione della corsa, valida come quinta prova dell'UCI World Tour 2025, si svolse l'8 marzo 2025 su un percorso di 213 km, con partenza e arrivo a Siena in Piazza del Campo, in Italia. La vittoria fu appannaggio dello sloveno Tadej Pogačar, il quale completò il percorso in 5h13"59", alla media di 40,710 km/h, precedendo il britannico Thomas Pidcock e il belga Tim Wellens.

## Squadre e corridori partecipanti
| N.      | Cod. | Squadra                    |
| ------- | ---- | -------------------------- |
| 1-7     | UAD  | UAE Team Emirates XRG      |
| 12-17   | ADC  | Alpecin-Deceuninck         |
| 21-27   | ARK  | Arkéa-B&B Hotels           |
| 31-37   | TBV  | Bahrain Victorious         |
| 41-47   | COF  | Cofidis                    |
| 51-57   | DAT  | Decathlon AG2R La Mondiale |
| 61-67   | EFE  | EF Education-EasyPost      |
| 71-77   | GFC  | Groupama-FDJ               |
| 81-87   | IGD  | Ineos Grenadiers           |
| 91-97   | IWA  | Intermarché-Wanty          |
| 101-107 | IPT  | Israel-Premier Tech        |
| 111-117 | LTK  | Lidl-Trek                  |
| 121-127 | LOT  | Lotto                      |

| N.      | Cod. | Squadra                    |
| ------- | ---- | -------------------------- |
| 131-137 | MOV  | Movistar Team              |
| 141-147 | Q36  | Q36.5 Pro Cycling Team     |
| 151-157 | RBH  | Red Bull-Bora-Hansgrohe    |
| 161-167 | TFT  | Solution Tech Vini Fantini |
| 171-177 | SOQ  | Soudal Quick-Step          |
| 181-187 | JAY  | Team Jayco AlUla           |
| 191-197 | TPP  | Team Picnic PostNL         |
| 201-207 | PTV  | Team Polti VisitMalta      |
| 211-217 | TVL  | Team Visma-Lease a Bike    |
| 221-227 | TUD  | Tudor Pro Cycling Team     |
| 231-237 | UXM  | Uno-X Mobility             |
| 241-247 | XAT  | XDS Astana Team            |

## Resoconto degli eventi
La gara si sviluppò su un percorso di 213 km, caratterizzato da numerosi tratti di sterrato. A circa 78 km dall'arrivo, Tadej Pogačar, il campione uscente, si trovava già in buona posizione insieme a un altro favorito per il successo, Thomas Pidcock (vincitore nel 2023), e a Connor Swift, che aveva preso il largo sin dalle fasi iniziali della corsa. A circa 50 km dall'arrivo, Pogačar scivolò in una curva in discesa, finendo nei rovi e riportando alcune ferite sul lato sinistro del corpo. Nonostante l'incidente, cambiata rapidamente la bicicletta, ripartì e a 44 km dal traguardo raggiunse nuovamente Pidcock, con il quale collaborò per alcuni chilometri. A 18,6 km dall'arrivo, Pogačar lanciò un attacco deciso sul Colle Pinzuto, riuscendo a staccare il rivale e a guadagnare un vantaggio sufficiente per arrivare solo al traguardo. Lo sloveno tagliò il traguardo in Piazza del Campo a Siena con un vantaggio di 1'23" su Pidcock; il terzo posto andò a Tim Wellens, compagno di squadra di Pogačar, mentre Ben Healy chiuse quarto a oltre 3 minuti dal vincitore. Con questo assolo, Pogačar ottenne il terzo successo alla Strade Bianche, dopo quelli del 2022 e 2024, diventando il secondo ciclista dopo Fabian Cancellara capace di vincere tre volte la corsa.

## Ordine d'arrivo (Top 10)
| Pos. | Corridore           | Squadra | Tempo    |
| ---- | ------------------- | ------- | -------- |
| 1    | Tadej Pogačar       | UAE     | 5h13"59" |
| 2    | Thomas Pidcock      | Q36.5   | a 1'24"  |
| 3    | Tim Wellens         | UAE     | a 2'12"  |
| 4    | Ben Healy           | EF      | a 3'23"  |
| 5    | Pello Bilbao        | Bahrain | a 4'20"  |
| 6    | Magnus Cort Nielsen | Uno-X   | a 4'26"  |
| 7    | Gianni Vermeersch   | Alpecin | a 4'29"  |
| 8    | Michael Valgren     | EF      | a 4'37"  |
| 9    | Lennert Van Eetvelt | Lotto   | a 4'47"  |
| 10   | Roger Adrià         | Bora    | a 5'06"  |